# Rémy Marlot
Pour les articles homonymes, voir Marlot.
 (octobre 2014).
Rémy Marlot (né en 1972 à Paris) est un photographe et vidéaste français.

## Biographie

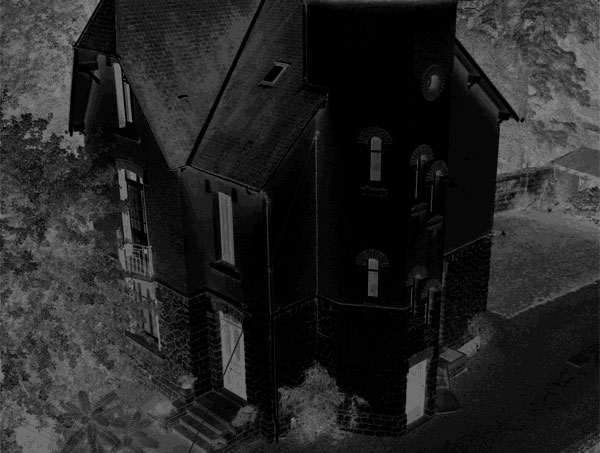
Blackhouses

Il étudie la photographie auprès des conservateurs du musée Nicéphore-Niépce à Chalon-sur-Saône où il passe son enfance et son adolescence.
Élève de l'École nationale des Beaux-Arts de Dijon de 1991 à 1995, il met en rapport dans son travail les notions de nature et de culture, notamment au travers d'installations utilisant la photographie comme médium. Il s'installe à Paris en 1995, fréquente les cours d'Arts plastiques et d'Histoire de l'Art de Paris 8 et de la Sorbonne et expose pour la première fois dans le jardin du Musée Zadkine en 1996 avec A perte de vue dans le sens de mon corps, une installation fonctionnant en relation avec la lumière du jour.
À partir de 1999, il oriente son travail autour des questions du paysage urbain, du jardin, des rêves et de la nuit.
Il participe à l'Exposition nationale suisse de 2002 (Expo.02) où il expose des affiches portées par de faux panneaux en pleine ville de Morat dans « Le Jardin de la Violence ».
C'est aussi l'année où il revient à une pratique non-détournée de la photographie, comme en témoigne son exposition « Out-of-the-Way » à la galerie Yvonamor Palix, à Paris, qui lui vaut un article de Dominique Baqué dans la revue art press en 2004. 
Parallèlement à la photographie, il développe un travail vidéographique et instaure un dialogue constant entre ces deux pratiques.
Avec « Bad Dreams », exposition personnelle au Centre d'Art passages à Troyes en 2006-2007, il assoit la complémentarité des deux versants de sa création photographique et vidéographique autour des thèmes du rêve, du cauchemar et de la nuit, en montrant notamment une série de photographies intitulée Black Houses dont 2 exemplaires ont été acquis par le Fonds national d'art contemporain en 2008.
Il a également exposé aux États-Unis, en Espagne, en Angleterre, au Japon, à l'île Maurice et en Allemagne.

## Expositions personnelles
- 2011 : «Black churches», galerie Photo du Pôle Image Haute-Normandie, Rouen
- 2010 : «Shadows», L'été photographique de Lectoure, Centre de photographie, Lectoure
- 2009 : «The Valley», Musée de l'Abbaye, Saint-Claude,  «Field of vision», Galerie Heike Strelow, Francfort
- 2008 : «Photo Levallois», Levallois,  «Rémy Marlot, photographies», Institut Français, Mainz, «Bad Ems», Maison de Rhénanie-Palatinat, Dijon
- 2006 : «'BAD Dreams», centre d'art contemporain Passages, Troyes
- 2003 : «Out-Of-The-Way», Galerie Yvonamor Palix, Paris
- 2000 : «Gennevilliers 2000», Le Linéaire, Romans
- 1999 : «On ne pourra pas dire qu'on ne savait pas», Espace Huit Novembre, Paris
- 1996 : «A perte de vue dans le sens de mon corps», Musée Zadkine, Paris

## Expositions collectives (sélection)
2011
- Chevallier - Marlot -Trémorin à l'Aître Saint-Maclou, École régionale des beaux-arts de Rouen
- Le Beau est toujours bizarre.C.B., Trafic FRAC Haute-Normandie, Sotteville-lès-Rouen
- Vidéo / Propriété intellectuelle, Immancence, Paris
- Heiliger Bimbam, galerie Heike Strelow, Francfort

2010
- Balmoral Blend - 15 years Kunstlerhaus Schloß Balmoral, Arp Museum Bahnhof Rolandseck, Remagen
- Picto 1950-2010 : 60 ans de complicité avec les photographes, Rencontres d'Arles, Arles
- FOR INTERIEUR, Voies Off, Arles
- Man & Nature, FOURTH FREE INTERNATIONAL FORUM, Bolognano
- Dans un jardin, Trafic FRAC Haute-Normandie
- Nuit de l'Europe 2008, Caochangdi PhotoSpring, Beijing

2009
- Winter show, galerie Christine Phal, Paris
- Show Off, galerie Christine Phal, Paris
- Volta 5, galerie Heike Strelow, Bâle
- Rushes Soho Shorts Festival, Londres
- Aller-retour, Landtag, Mainz
- Ré-actif, 2ANGLES, Flers
- Identités photographiques européennes, Fotografia Europea, Reggio Emilia
- Landscape as a dream, Studio La Città, Verona

## Collections
- Musée d'art moderne André-Malraux, Le Havre - 2011
- FRAC Haute-Normandie, Sotteville-lès-Rouen - 2010
- Musée municipal de La Roche-sur-Yon - 2013
- Collection Salans, Francfort (DE)
- Groupe Lhoist, Limelette (BE)
- Fonds national d'art contemporain, Paris - 2008
- Stiftung Rheinland-Pfalz für Kultur (DE)
- Photothèque, musée Rodin, Paris
- Centre National de l'Estampe et de l'Art Imprimé, Chatou- 2002
- Collections privées